# Emblyna jonesae
Emblyna jonesae är en spindelart som först beskrevs av Roewer 1955.  Emblyna jonesae ingår i släktet Emblyna och familjen kardarspindlar. Inga underarter finns listade i Catalogue of Life.